# 伊维察·奥利奇
伊维察·奥利奇（發音：[îʋitsa ǒːlitɕ]；1979年9月14日—），克羅地亞足球運動員，司職前鋒，亦可擔任左翼。他曾代表克羅埃西亞國家足球隊參賽。

## 職業生涯
奧歷出生於南斯拉夫社会主义联邦共和国克羅地亞布羅德-波薩維納縣达沃的一個村莊，1996年於本地球會馬松尼亞開始足球生涯，僅僅兩年即被德甲球會哈化柏林相中。但不久後回到馬松尼亞，2000/01賽季上陣29場射入17球，因此2001年轉會至克罗地亚足球甲级联赛球會薩格勒布，上陣28場射入21球，幫助球隊奪得聯賽冠軍。
憑著出色表現，2002年克羅地亞豪門球會薩格勒布戴拿模把他羅致，上陣27場射入16球，除了助球隊重奪聯賽冠軍外，亦成為聯賽神射手。
2003年，奧歷轉會至俄羅斯超級足球聯賽球會莫斯科中央陸軍，期間助球隊奪得聯賽冠軍、俄羅斯盃和歐洲足協盃。
2007年，奧歷再次回到德國，加盟漢堡。

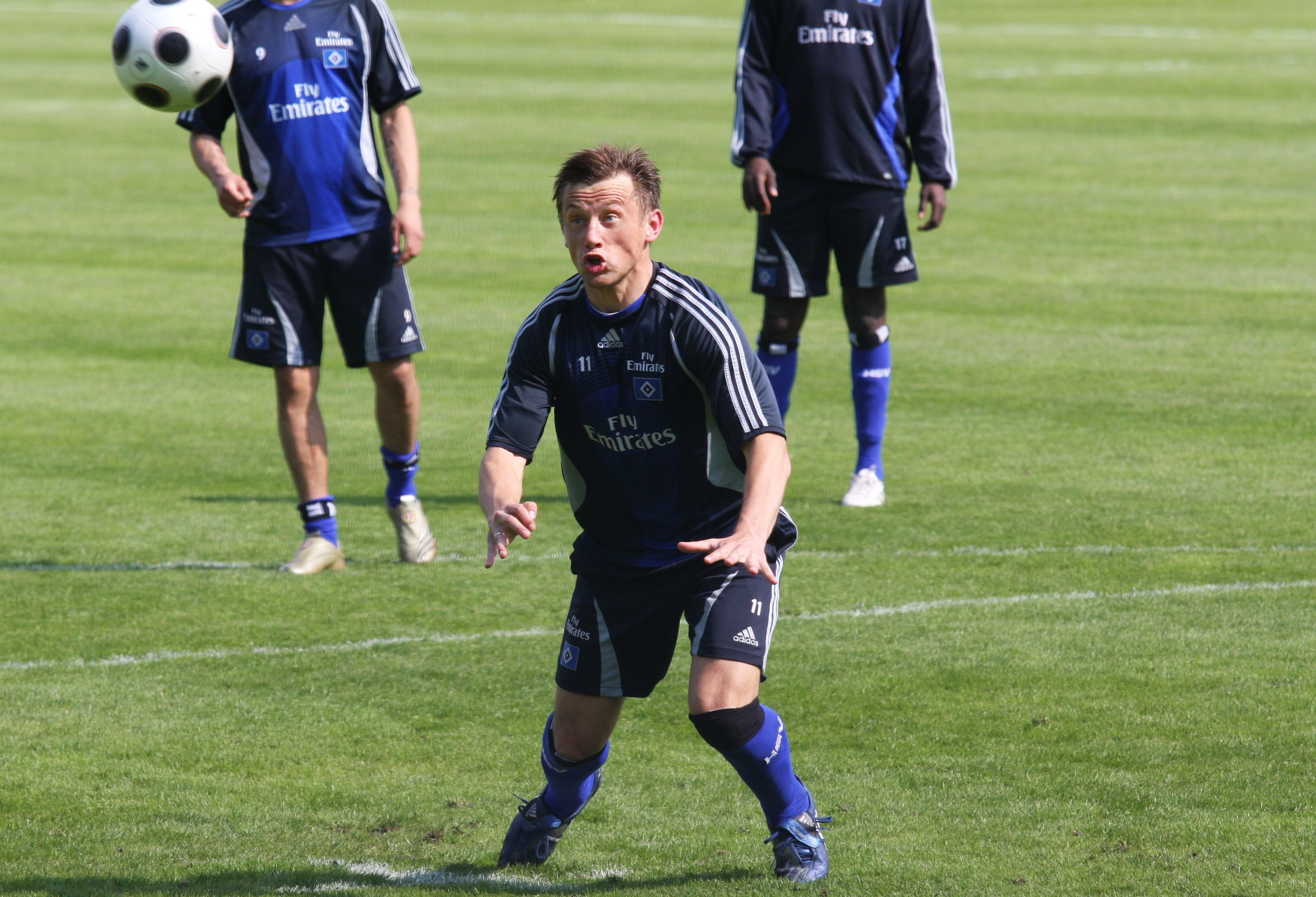
效力漢堡期間的奧歷。

2009年，奧歷加盟拜仁慕尼黑。2010年4月27日，歐洲冠軍聯賽四強次回合，拜仁慕尼黑作客對法國的里昂，奧歷大演帽子戲法，射入全場所有入球，協助球隊打入決賽。當屆冠軍聯賽奧歷以7球成為次席射手，僅以1球之差次於美斯。
2010年11月，奧歷因左膝嚴重受傷，前往美國接受手術後，將會休息八個月，提早結束2010-2011球季。
奥利奇在2012-13赛季开始时签约加盟另一家德國球會沃尔夫斯堡。

## 國家隊
奧歷於2002年開始入選國家隊，並參加了2002年世界盃，上陣兩場射入一球。2004年歐洲國家盃3次上陣，2006年世界盃2次上陣。
奧歷亦參加了2010年世界盃外圍賽，上陣八場射入三球，不過克羅地亞隊以一分之微未能出線決賽周。

### 國際賽入球
| #   | 日期           | 地點                               | 對手     | 入球  | 比數  | 比賽                   |
| --- | -------------- | ---------------------------------- | -------- | ----- | ----- | ---------------------- |
| 01. | 2002年4月17日  | 馬克西米爾球場, 薩格勒布, 克羅地亞 |          | 1 – 0 | 2 – 0 | 熱身賽                 |
| 02. | 2002年6月8日   | 茨城縣立鹿嶋足球場, 鹿嶋市, 日本   | 義大利   | 1 – 1 | 2 – 1 | 2002年世界盃           |
| 03. | 2003年4月30日  | Råsunda Stadium, 斯德哥爾摩, 瑞典  | 瑞典     | 0 – 1 | 1 – 2 | 熱身賽                 |
| 04. | 2003年10月11日 | 馬克西米爾球場, 薩格勒布, 克羅地亞 | 保加利亚 | 1 – 0 | 1 – 0 | 2004年歐洲國家盃外圍賽 |
| 05. | 2004年5月29日  | Kantrida Stadium, 里耶卡, 克羅地亞 | 斯洛伐克 | 1 – 0 | 1 – 0 | 熱身賽                 |
| 06. | 2004年6月5日   | 帕根球場, 哥本哈根, 丹麥           | 丹麦     | 0 – 2 | 1 – 2 | 熱身賽                 |
| 07. | 2007年10月16日 | Kantrida Stadium, 里耶卡, 克羅地亞 | 斯洛伐克 | 1 – 0 | 3 – 0 | 熱身賽                 |
| 08. | 2007年10月16日 | Kantrida Stadium, 里耶卡, 克羅地亞 | 斯洛伐克 | 3 – 0 | 3 – 0 | 熱身賽                 |
| 09. | 2007年11月21日 | 溫布萊球場, 倫敦, 英格蘭           | 英格兰   | 0 – 2 | 2 – 3 | 2008年歐洲國家盃外圍賽 |
| 10. | 2008年6月12日  | 韋爾特湖球場, 克拉根福, 奧地利     | 德国     | 2 – 0 | 2 – 1 | 2008年歐洲國家盃       |
| 11. | 2008年10月15日 | 馬克西米爾球場, 薩格勒布, 克羅地亞 | 安道尔   | 2 – 0 | 4 – 0 | 2010年世界盃外圍賽     |
| 12. | 2009年8月12日  | 迪納摩體育場, 明斯克, 白俄羅斯     | 白俄羅斯 | 0 – 1 | 1 – 3 | 2010年世界盃外圍賽     |
| 13. | 2009年8月12日  | Dinamo Stadium, 明斯克, 白俄羅斯   | 白俄羅斯 | 1 – 3 | 1 – 3 | 2010年世界盃外圍賽     |
| 14. | 2010年9月3日   | 斯康托体育场, 里加, 拉脫維亞       | 拉脫維亞 | 0 – 2 | 0 – 3 | 2012年歐洲國家盃外圍賽 |

## 外部連結
- Croatian trio expelled from squad （页面存档备份，存于）
- Profile on Soccerphile.com （页面存档备份，存于）
- Become A Croatia Fan Player Profile